# باشگاه فوتبال شرکت خلخال دشت
باشگاه فوتبال شرکت خلخال دشت یک باشگاه فوتبال ایرانی است که در شهر خلخال واقع شده‌است. این تیم اکنون در رقابت‌های لیگ دسته دو حضور دارد.

## نتایج
| فصل     | لیگ    | رتبه | جام حذفی | توضیحات                                |
| ------- | ------ | ---- | -------- | -------------------------------------- |
| ۱۲–۲۰۱۱ | دسته ۳ | -    | -        | -                                      |
| ۱۳–۲۰۱۲ | دسته 2 | -    | -        | امتیاز تیم نبرد شهرکرد را دریافت نموده |